# Hruboskalské skalní město

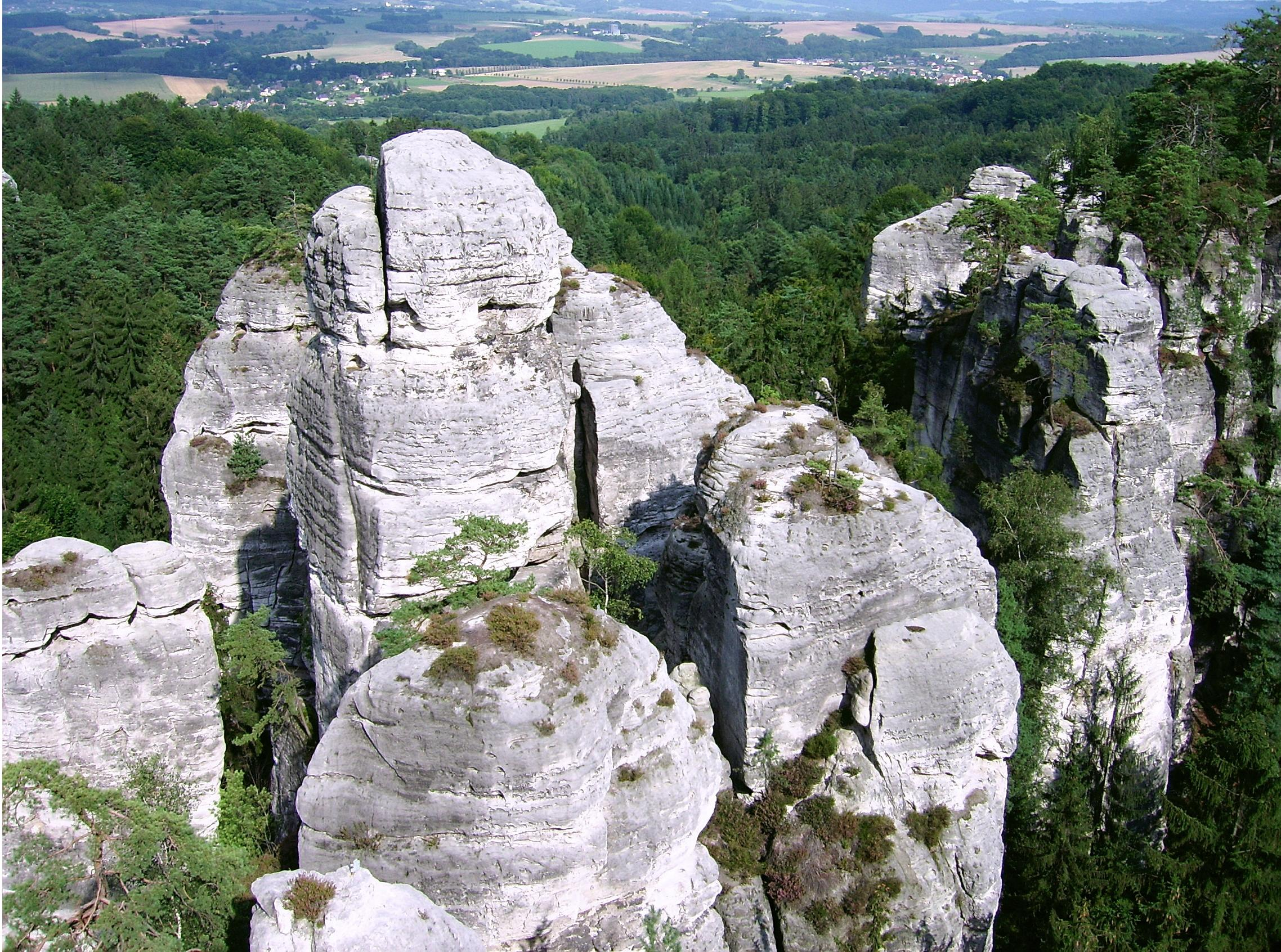
Die Felsenstadt in Hrubá Skála

Das Felsgebiet Hruboskalské skalní město (deutsch: Groß-Skaler Felsenstadt) liegt im Nordosten des Böhmischen Paradieses südlich der Straße Turnov-Jičín (I/35) bei Hrubá Skála.
Die Felsen bilden die Randfelsen nordöstlich von der Burg Trosky. Sie sind ein mächtiger Sandsteingürtel südlich und südöstlich von Turnov zwischen der Burg Valdštejn und dem Schloss Hrubá Skála. Wichtigste Ortschaft ist die unterhalb der Felsen liegende Ortschaft Sedmihorky mit dem 1841 gegründeten Kurbad.
Das 219 Hektar große Gebiet ist seit 1998 ein Naturreservat. Es ist ein beliebtes Erholungsgebiet bei Kletterern und Wanderern. Bekannteste Felsgebilde sind die Drachenfelsen, der Taktstock, der Leuchtturm und der Kapellmeister.